# Xyris symoensii
Xyris symoensii là một loài thực vật hạt kín trong họ Hoàng đầu. Loài này được Brylska & Lisowski miêu tả khoa học đầu tiên năm 1999.